# Chronologie de la Provence
 (octobre 2008).
Si vous disposez d'ouvrages ou d'articles de référence ou si vous connaissez des sites web de qualité traitant du thème abordé ici, merci de compléter l'article en donnant les références utiles à sa vérifiabilité et en les liant à la section « Notes et références ».
Cet article présente les grandes étapes de la Préhistoire de la Provence.

## Préhistoire

### Paléolithique inférieur
- −1,15 Ma : dans la grotte du Vallonnet, à Roquebrune-Cap-Martin (Alpes-Maritimes), quelques galets taillés et des ossements de grands animaux découverts lors de fouilles dirigées par Henry de Lumley témoignent d'une présence humaine précoce.
- −800 000 ans : sur les rives de la Durance, à Saint-Estève-Janson, dans la grotte de l’Escale, des indices de combustion ont été découverts en six endroits différents sur les couches B et G. Selon Eugène Bonifay, ils témoignent de la domestication du feu, mais le caractère anthropique de ces indices n'est pas unanimement reconnu.
- −700 000 ans : à Saint-Estève-Janson, la grotte de l’Escale a livré des restes d’ours, de singes, de lynx, de renards, de loups, de hyènes, de blaireaux, de belettes, de gloutons, de rhinocéros, de cerfs, de sangliers, de lièvres, d’écureuils, de lérots, de campagnols, de mulots, de taupes, de musaraignes, d’oiseaux, de reptiles et de batraciens.

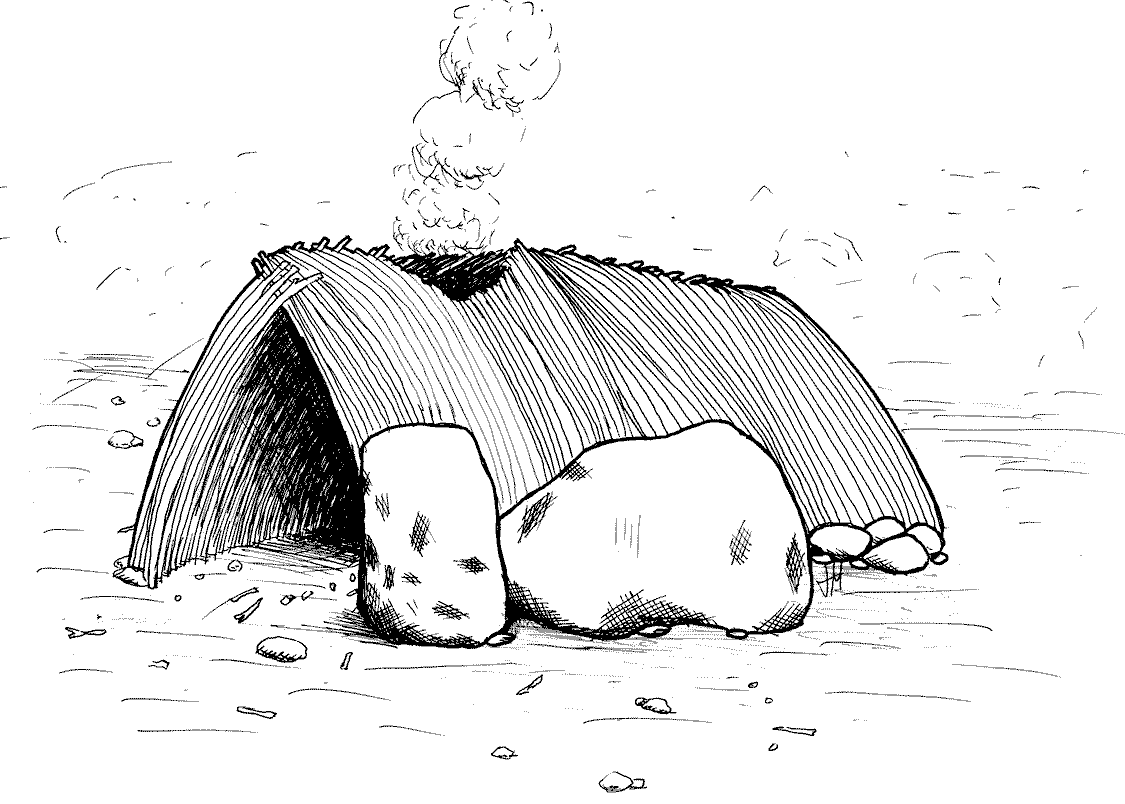
Reconstitution d'une hutte de Terra Amata telle qu'elle avait été proposée originellement par Henri de Lumley

- −420 000 ans : à Nice, au pied du Mont Boron, le site de Terra Amata contenait des restes d’ours, de sangliers, de chèvres, de bœufs sauvages, des cerfs, de rhinocéros, d’éléphants, de lapins, de rongeurs, de tortues et d’oiseaux. Après sa découverte en 1966, les fouilles ont mis en évidence que les chasseurs paléolithiques l’ont utilisé pendant des millénaires comme campement d’été (industrie lithique acheuléenne). Le Musée de paléontologie humaine de Terra-Amata expose les découvertes et reconstitue l’environnement et les différents niveaux successifs de l’occupation.
- −380 000 ans : dans la dernière période d’occupation du site acheuléen de Terra Amata, les humains aménagent un foyer dans une fosse creusée dans le sable. Il est situé au centre même de la hutte. C'est l'un des foyers attestés les plus vieux d'Europe avec ceux de Menez Dregan. Un chasseur-pêcheur nomade laisse l’empreinte de son pied droit sur le sol. Cette trace fossilisée suggère qu’il a dérapé et que son gros orteil a ripé sur un caillou (Musée de paléontologie humaine de Terra Amata).
- −300 000 ans : sites acheuléens à Saignon (site de plein air de « La Barre »), et à Cheval-Blanc (abri de la Baùmo doù Luce).

### Paléolithique moyen
- −170 000 à −130 000 ans : à Nice, au pied du mont Boron, la grotte du Lazaret, découverte en 1880, a été caractérisée comme un habitat d’hiver de longue durée. Les archéologues ont trouvé des poinçons en os, des poignards, des pics, des couteaux, des burins et mis en évidence des foyers. Les campagnes de fouilles de 1950 et de 1962 ont mis au jour des restes de faune continentale : loup, renard, lynx, panthère, ours brun, sanglier, bœuf sauvage, cerf élaphe, bouquetin, chamois, cheval, éléphant, lapin, marmotte, lérot, campagnol et mulot.
- −128 000 ans : à Murs, début de l’occupation du site de Bérigoule. Cette station moustérienne a fourni du matériel lithique en silex (30 000 pièces recensées, dont 800 outils).
- −100 000 à −90 000 ans : à Bédoin, Caromb, Malaucène et Mormoiron, silex taillés en bifaces.
- −57 000 ans : dans le Luberon, à Bonnieux, occupation moustérienne de l’abri du Pont de la Combette.
- −50 000 ans : à Buoux, dans la vallée de l’Aiguebrun, industrie lithique de type moustérien dans la baume des Peyrards.

### Paléolithique supérieur
- −35 000 ans : à Lacoste, occupation du Paléolithique supérieur dans la grotte de la Combe Buisson, ainsi qu’à Ménerbes, dans l’Abri Soubeyras. Silex taillés en burins, grattoirs, lamelles et pointes à dos, etc. avec outillage d’os, sagaies, baguettes demi-rondes, etc.
- −30 000 ans : près de Menton, dans les grottes des Balzi Rossi ou Baoussé Roussé (roches rouges), inhumations gravettiennes d'hommes modernes (Homo sapiens), dont une femme et un enfant. Le « Vieillard » est le plus grand avec ses 1,80 m ; tous les autres squelettes n’excédaient pas 1,60 m. Les corps étaient tous recouverts au niveau du bassin de coquillages percés. À côté de l’un d’eux fut trouvée la « Vénus de Grimaldi », dite « le Polichinelle », statuette en stéatite verte haute de 61 mm et représentant une femme enceinte aux fesses et au ventre hypertrophiés.
- −30 000 ans : en Provence, tremblement de terre consécutif au volcanisme auvergnat.
- −25 000 / −24 000 ans : dans les calanques entre Marseille et Cassis, première phase d'occupation de la grotte Cosquer aujourd’hui située à – 37 mètres au-dessous du niveau de la Méditerranée. Elle est ornée de peintures pariétales du type gravettien (présence de mains négatives et tracés digitaux).
- −22 000 ans : à Lacoste, site solutréen de plein air de la Font Pourquière. Son utilisation sera effective durant quatre millénaires.
- −21 000 ans : dernier maximum glaciaire de la glaciation de Würm. Les mers et les océans sont à 110 m sous leur niveau actuel. En mer Méditerranée, les îles côtières sont rattachées au continent.
- −18 000 ans : effondrement de la Méditerranée à – 150 m, en relation avec le volcanisme d’Auvergne.
- −17 000 / −16 550 ans : deuxième phase d'occupation de la grotte Cosquer : figurations animales, bisons, chevaux, animaux marins. La Méditerranée est à la côte – 120 m.
- −15 000 ans : nouvelle phase d’activité volcanique du Massif central et grands éboulements sismiques en Provence. La Méditerranée se situe entre – 120 et – 150 m du niveau actuel. Climat doux et humide (forêts de pins et de chênes).
- −14 000 ans : en Provence, le climat reste sec et froid. Vent de direction N-N-O (Mistral). La Méditerranée remonte à – 90 m.
- −13 000 ans : en Provence, utilisation du harpon en bois de renne. Végétation rabougrie avec quelques pins sylvestres. Chasse du renne, du bouquetin, du cheval et du bœuf sauvage. La Méditerranée redescend à – 145 m.
- −12 000 ans : en Auvergne, intense activité volcanique qui influence la climatologie provençale. Sur les côtes méditerranéennes, climat plus chaud et humide. Vestiges alimentaires de lièvre, lapin, cerf, bouquetin et grand bœuf. Violente érosion qui ne laisse pousser que les chênes et les pins.
- −11 500 ans : remontée des eaux de la Méditerranée et de l’Atlantique de – 145 à –5 m.
- −11 000 ans : reprise du volcanisme dans le Massif Central. En Limagne, les volcans de la chaîne des Puys entrent en activité (datation des bois carbonisés par C14). La Méditerranée descend à – 150 m.
- −10 000 ans : en Provence, à la suite de nouveaux séismes, effondrements de falaises et remontée de la Méditerranée à – 100 m. L'isthme méditerranéen qui joignait l'Italie à la Tunisie par Malte s'affaisse.

### Mésolithique
- 9700 av. J.-C. : début de l'Holocène. Le site épipaléolithique d’Istres-la-Valduc où ont vécu des chasseurs-pêcheurs.
- −9 000 ans : la Méditerranée est remontée à – 100 m. En Provence, on chasse le cerf, le cheval, le bison, le sanglier et surtout le lapin (36 % de la masse du gibier). Vaste forêt littorale.
- −9 000 ans : à Apt, le site des Agnels, près du ruisseau de la Mauragne, est fréquenté par les chasseurs cueilleurs (aurochs, cerfs, sangliers, lapins, etc.). Cette station de dépeçage qui sera utilisée pendant 3 000 ans a livré 5 000 pièces de silex taillés de 8 types différents.
- −9 000 à −6 000 ans : à Lacoste, la grotte de la Combe Buisson a livré des restes importants de microlithes.
- −8 500 ans : la Méditerranée est à −60 m. Les forêts de bouleaux se développent. Les premières coquilles d’escargots sont signe d’un profond changement dans l’alimentation. Reprise de l’activité volcanique dans le Massif Central.
- −8 000 ans : petit âge glaciaire en Provence accentué par le mistral. Les chasseurs édifient des cabanes le long des à pics, sur des centaines de mètres. Gibiers : cheval, âne sauvage, sanglier et surtout lapin. Disparition de la forêt littorale.
- −8 000 ans : la Durance qui se jetait directement dans la Méditerranée par la Crau est capturée par le Rhône.
- −7 500 ans : Climat plus chaud et peu humide en Provence. Réapparition des chênes (blancs et verts) dans les vallons.
- −7 000 ans : climat sec en Provence. Énorme présence de coquilles d’escargots (X. cespitum, typique de ce climat) dans les foyers préhistoriques et reliquats de faune marine le long des côtes : la Méditerranée est remontée de – 50 à – 2 m. Grande activité volcanique dans le Massif Central.

### Néolithique
- −6 020 ans : présence de la culture de la céramique cardiale dans l’île de Riou, en face de Marseille.
- −6 000 ans : en Provence, climat de plus en plus humide. Apparition de nombreux marécages et reprise de l’expansion de la forêt.
- −5 700 ans : sur les côtes provençales, la culture cardiale a atteint le Cap Ragon.
- −5 570 ans : sur le site de Châteauneuf-les-Martigues, la pratique de l’élevage cohabite avec l’activité traditionnelle de la chasse et de la pêche.
- −5 400 ans : dans la moyenne vallée du Rhône, pour la période du Néolithique ancien, les fouilles de l'INRAP sur le tracé du futur TGV ont mis en évidence une implantation sur le site des Petites Bâties, à Lamotte-du-Rhône. Les mêmes fouilles ont mis au jour des vestiges isolés sur les sites de Juilléras et de Pont-de-Pierre 2 nord à Bollène.
- −5 000 ans : pépins de lambrusques à Salernes.
- −4 650 ans : à Courthézon, premier village chasséen, en France. Ses habitants pratiquent l’élevage et l’agriculture. Le Chasséen correspond à une culture apparue dans le Midi de la France. Les chasséens sont de vrais paysans, maîtrisant totalement les techniques agro-pastorales. Leur industrie lithique est très reconnaissable. Les haches en pierre polie y sont nombreuses. Ils adoptent le mode de sépulture collective qui justifie l’édification de monuments mégalithiques.
- −4 000 ans : près de Salernes, dans la baume de Fontbrégoua, des restes humains dépecés et des os brisés pour en extraire la moelle témoignent de la pratique du cannibalisme.
- −3 500 ans : dans la moyenne vallée du Rhône, sur le site de Julliéras, à Mondragon, les fouilles sur le tracé du TGV ont mis au jour deux monuments mégalithiques du Néolithique récent.
- −3 500 ans : dans les Alpes de Haute-Provence, importants ateliers de taille de silex dans la vallée du Largue. L’exploitation de ce matériau va s’étendre sur douze siècles.
- −3 400 ans : dans la vallée du Calavon, à Bonnieux, village du Néolithique final aux Fabrys (20 hect).
- −3 300 ans : dans la basse et moyenne vallée du Rhône, début de la culture de Ferrières.
- −3 000 ans : Climat plus sec en Provence, mais sources abondantes grâce à une nappe phréatique de haut niveau.
- −3 000 ans : dans la moyenne vallée du Rhône, près de Bollène, sur le site de Pont-de-Pierre 2 sud, les fouilles sur le tracé du TGV ont permis de caractériser sur 270 m2 des 2 500 m2 du chantier une occupation du Néolithique moyen avec sépulture, tessons de poteries, fragments lithiques et deux structures de pierres chauffantes similaires à des fours polynésiens et attribuables au Chasséen récent. Le corps d’un adulte avait été déposé sur une cuvette de 10 cm de profondeur et inhumé dans un espace vide, mais non rigide (mauvais état de conservation). Il était en position fléchie plus ou moins contractée, les mains jointes ramenées près de la tête ou à la base du cou (inhumation en décubitus). Aux abords de la sépulture 20 vestiges en silex dont 4 pièces typiques du Chasséen récent : 2 fragments de lame à talon lisse et 2 lamelles à encoche transversale.
- −3 000 ans : à Goult, sur les bords du Calavon, est édifié un tertre funéraire de 15 m de diamètre. Il contient un dolmen dont la salle est constituée par une dalle reposant sur deux murets de pierres sèches. Il sert de lieu d’inhumation à 30 défunts dont une majorité d’enfants.

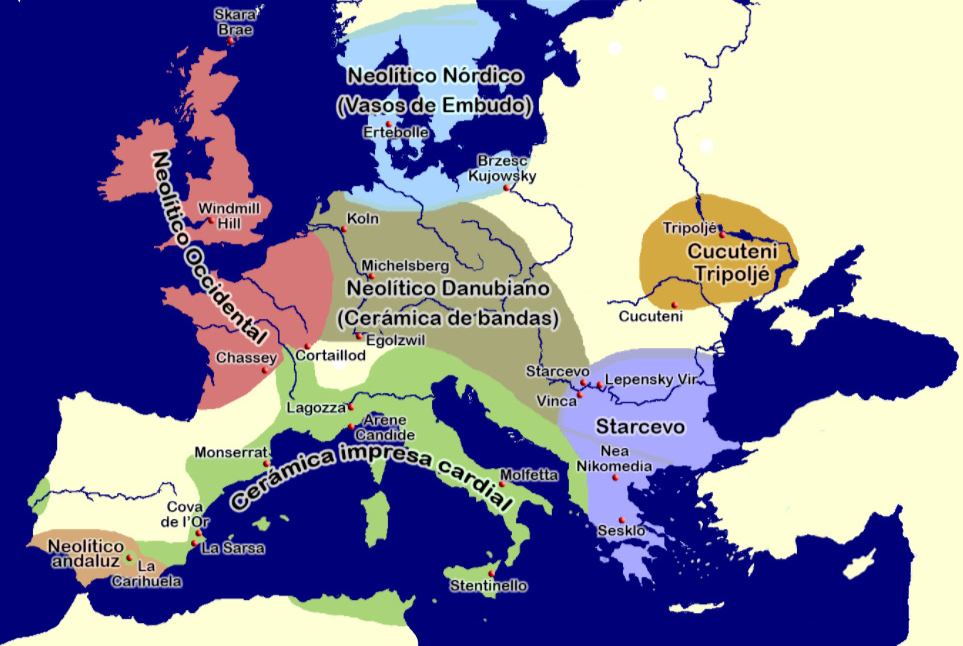
L'Europe néolithique au

- −3 000 / −2 800 ans : en Provence, stèles anthropomorphes (Lauris, Orgon, Senas, Trets, Goult, L'Isle-sur-la-Sorgue, Avignon) rattachées à la civilisation de Lagoza. L’agriculture est devenue prédominante dans les basses vallées du Rhône et de la Durance.
- −2 900 ans : stabilisation de la Méditerranée à son niveau actuel et formation des deltas du Rhône, du Pô et du Nil.
- −2 800 ans : dans la basse et moyenne vallée du Rhône, fin de la culture de Ferrières.
- −2 700 ans : dans la basse vallée du Rhône et en Languedoc, début de la culture de Fontbouisse. C’est une civilisation pastorale. Les bergers installent leurs villages sur des oppida, leurs habitations et les lieux de pacage de leur bétail, construits en pierres sèches, sont protégés par de grandes enceintes basses. Ils s’opposent violemment aux agriculteurs de la plaine (vestiges de cannibalisme).
- −2 600 ans : en Provence présence de marécages nombreux et fort étendus. Habitat de la Balance à Avignon. À Martigues, sur le site éponyme de la Couronne, maisons néolithiques (L : 16 m ; l : 3,20 m).
- −2 500 ans : phase finale du Néolithique en Provence avec le Couronnien (site éponyme de la Couronne, près de Martigues).
- −2 500 ans : à Ménerbes, édification du dolmen de la Pitchoune qui comporte une grande dalle montée sur des murets de pierres sèches.
- −2 300 ans : dans la basse vallée du Rhône et en Languedoc, fin de la culture pastorale de Fontbouisse.
- −2 300 ans : à La Roque-sur-Pernes, premiers dépôts de corps dans l’hypogée de la Sanguinouse. Ce cimetière, qui va être utilisé pendant 400 ans, contenait soixante corps sur 10 m2.

### Âge du bronze
- - 2 200  : apparition en Provence de la culture campaniforme. Ce peuple est accompagné, dans sa migration, par des chevaux. Et les guerriers possèdent des haches de bronze
- - 2 200 à −1 600 ans : dans la moyenne vallée du Rhône, sur le site de Julliéras, à Mondragon, les fouilles sur le tracé du TGV ont mis au jour un ensemble funéraire du Bronze ancien comprenant 9 sépultures en fosse.
- - 2 090 ans : la vallée du Rhône est devenue la grande voie de passage Nord / Sud de l’ambre et de l’étain. Sur le site de Roaix, au bord de l’Ouvèze, des habitats se sont installés sur l’emplacement des anciens marais. Son hypogée est le témoin des luttes farouches consécutives à ce trafic. Il a livré les squelettes imbriqués d'une quarantaine d'individus, hommes, femmes ou nouveau-nés, dont certains présentaient des pointes de flèches fichées dans les os du bassin ou au milieu du thorax. Il s'agit de l'une des plus anciennes preuves d'inhumation collective à la suite d'un massacre et de l'un des premiers témoignages de guerre.
- −2 000 ans : dans les Dentelles de Montmirail, occupation des grottes d’Ambrosi. Culte solaire et « pierres à bassin » pour sacrifices humains et animaux.
- −2 000 ans  : pour la première fois, entre Gignac et Le Rove, des agriculteurs, éleveurs de moutons et de chèvres, s’installent sur un oppidum qu’ils fortifient : le Camp de Laure. Ils dominent de là le golfe de Fos et l’étang de Berre et vont occuper ce site pendant 200 ans.

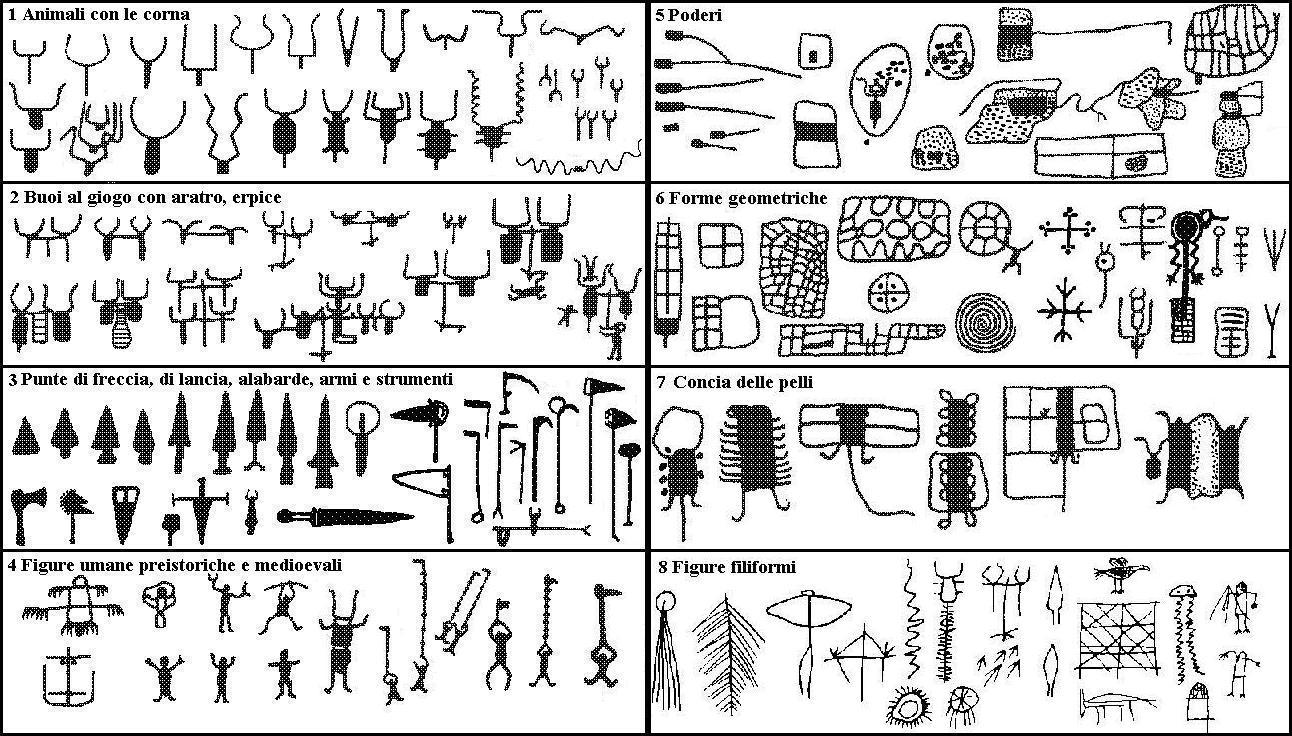
Relevé des pétroglyphes de la vallée des Merveilles

- - 1 800 : dans les Alpes-Maritimes, gravures rupestres du Mont Bégo, dans la vallée des Merveilles, avec représentation d’animaux à cornes, d’instruments aratoires, d’attelages, armes, enclos, maisons, damiers et cercles concentriques. Ces derniers ont été interprétés comme les représentations cartographiques de champ, parc à bestiaux et propriétés pastorales. Sur les 100 000  gravures répertoriées – obtenues par piquetage du schiste rose juxtaposant des petites cupules creusées par des outils en silex ou en quartz -  la plus usité est le Cornu, nom donné au triangle entouré de 2 cornes, sans doute un signe magique et religieux. Présence de poteries de la civilisation cardiale dans la seule grotte ayant servi d’habitat. Cette culture pastorale cessera ses activités avant le début du Xe siècle avt. n.è.
- −1 700 ans : au mont Bégo, dans la vallée des Merveilles, fin du Style A qui caractérise le début de la période du Bronze ancien. Il est reconnaissable par des gravures obtenues par tamponnoirs et fournissant des bords nets et réguliers et par ses poignards à lame courte triangulaire (cette datation a pu être réalisée grâce aux comparaisons faites avec d’autres sites archéologiques). Début du Style B 1.
- −1 500 ans : dans la vallée des Merveilles, fin du Style B 1 qui avait marqué la période du Bronze ancien. Les cupules des gravures conservent des bords nets, mais irréguliers et les poignards sont représentés avec une lame triangulaire longue. Les spécialistes ont trouvé des analogies avec la culture de la vallée du Rhône. Début du Style B 2 caractéristique du Bronze moyen. Les bords sont moins nets, les cupules plus grandes et plus serrées. Les poignards sont à lames allongées (ou ovalaires) et leurs tranchants légèrement concaves.
- −1 250 ans : dans les Alpes provençales, à Vappinco (Gap), un artisan de la confédération des Caturiges réalise une parure en bronze, chef d’œuvre de l’art celto-ligure (musée de Gap).

### Âge du fer
- - 850 : la technique du travail du fer pénètre en Europe en remontant la vallée du Danube. Ce premier âge du fer est connu sous le nom de culture de Hallstatt, du nom de la nécropole d’une station autrichienne du Salzkammergut, à 60 km de Salzbourg, où ont été fouillées 1 300 tombes. La richesse des « seigneurs » de Hallstatt est basée sur l’exploitation des mines de sel. Cette civilisation va s’étendre de la haute vallée du Danube à celle du Rhin moyen et de l’axe Saône-Rhône avec d’importantes agglomérations tous les 50 à 100 km. Sur ce territoire on exporte vers le bassin méditerranéen de l’étain, des bois, des peaux, des salaisons et des esclaves. L’exportation fournit des vases précieux, du vin et des parures.
- - 830 à - 800 : dans la basse vallée du Rhône, sur le site de Pont-de-Pierre 2 nord à Bollène, au bord du Lauzon, les fouilles TGV ont mis en évidence une des rares inhumations sous tumulus en Provence. Celui-ci avait été tronqué par le débordement du Lauzon jusqu’à 40 cm. Ce qui n’a pas empêché les archéologues de retrouver, sur plus de 50 m2 autour du corps, les traces de plusieurs anneaux de terre constituant un cercle de 12 mètres de Ø. Le tertre central était recouvert par trois autres tertres concentriques successifs, le dernier étant matérialisé par des galets rhodaniens calibrés placés en périphérie. Un fossé bordait l’ensemble. Le corps, celui d’un adulte masculin, reposait sur un fin dépôt charbonneux recouvert de 10 cm de terre. Le seul mobilier funéraire était une grande jarre posée contre la jambe droite du défunt (typique du Bronze final 3b) et fracturée intentionnellement sur place. Cette constatation a permis de mettre en exergue un rite funéraire avec fracturation et prélèvement de certains fragments d’un vase d’accompagnement, rite considéré comme inédit au Bronze final 3b.
- - 800 : au nord-ouest de Grasse, à Saint-Vallier-de-Thiey, les Ligures occupent 6 oppida fortifiés : Mauvan, Castellaras de la Malle, Castel Abram, Castel Vassaou, les Luchons et le Pas de la Faye.
- - 755 à - 700 : dans la basse vallée du Rhône, sur le site de la Bâtie à Lamotte-du-Rhône, les fouilles TGV ont mis au jour une inhumation du début de l’âge du fer et permis la fouille de deux sépultures éloignées l’une de l’autre de 2,60 m. Elles contenaient chacune un adulte déposé en décubitus dorsal. Pour le premier le mobilier funéraire était composé d’un vase[1] et d’objets de parure[2]. Pour le second, le mobilier comprenait deux vases. Le premier était identique à celui de la tombe voisine, le deuxième était une jatte en céramique fine non tournée à panse à profil surbaissé décorée de cannelures. Une jarre isolée, à une trentaine de mètres des deux tombes, a laissé supposer l’existence d’une troisième sépulture détruite lors du creusement d’un fossé gallo-romain.
- - 740 : les Grecs de Rhodes s’installent à Marseilleveyre, Arles[3], Saint-Blaise, La Valette, Cavalaire et Monaco[4]. Ils donnent leur nom au Rhône (Rhodano). La situle (seau) et le vase à servir le vin découverts à Saint-Romain-de-Jalionas ainsi que l’œnochoé (cruche) et le kylis (coupe à vin) de Pertuis sont datés de cette période, de même que les poteries de Saint-Blaise, de Martigues, d’Istres, de Sanary (mont Garou) et d’Évenos (Sainte-Estève). Les Rhodiens fondent aussi des cités dont Rhodanousia[5], Hérakléa (Saint-Gilles-du-Gard) et Rhodé (Rosas), en Catalogne qui prendra la rose comme emblème.
- - 700 : premiers textes connus des historiens et des géographes de la Méditerranée.
- - 630 : les Étrusques commercent avec les Ligures de la côte méditerranéenne et de la vallée du Rhône : amphores découvertes à Cassis, Marseille et Saint-Blaise[6]  ainsi que sur la rive droite du Rhône dans les ports antiques de Montfaucon et de Bagnols-sur-Cèze et utilisées dans les stations de Saint-Laurent-de-Carnols, de Bagnols (Haut-Castel) et Gaujac (Saint-Vincent).
- - 594 : Fondation de Massalia par les Phocéens, sur les bords du Lacydon. Légende de Gyptis et de Protis retranscrite par l'historien Julien d'après Trogue-Pompée[7]. La tradition veut que les Grecs de Phocée aient enseigné aux populations autochtones l’art de greffer (enter) l’oléastre (olivier sauvage) et les lambrusques (vignes sauvages).
- - 580 : les Massaliotes remontent le Rhône et installent des comptoirs à Baix, Serrières et Saint-Jean-de-Muzols (Mysosco). Ce dernier comptoir devait être en relation par la Doux avec Empurany (du grec emporion).
- - 550 : le commerce étrusque, est de plus en plus concurrencé par les vins des Phocéens. Il va disparaître à la fin du siècle. Développement du premier port de Roquemaure, sur le Rhône, qui rayonne sur Avignon, Tresques, Remoulins et dessert les itinéraires cévenols. Arles devient un important comptoir que les Phocéens nomment Arelate Théliné.
- - 535 : les Étrusques de Cære (Cerveteri) et les Carthaginois rencontrent la flotte massaliote, au large d’Alalia (Aléria). L’escadre alliée est forte de 120 vaisseaux. Les Carthaginois voulaient mettre un terme à l’expansionnisme phocéen qui venait de fonder en Sardaigne la colonie d’Olbia à Terranova. Le récit qu’en a donné Hérodote laisse supposer que Massalia remporta la victoire. Mais les puniques détruisent ensuite les comptoirs de Massalia sur les côtes espagnoles : Héméroscopion, qui deviendra Carthagène, Mainaké, actuellement Velez-Malaga, et Tartessos, aux bouches du Baetis (Guadalquivir), cité où s’était développée une florissante civilisation avec des émigrants de même origine que les Étrusques. La flotte carthaginoise, restée intacte, bloque le détroit de Gibraltar et coupe la route maritime de l’étain.
- - 530 : les Massaliotes érigent à Delphes un « Trésor »[8] en l’honneur d’Apollon delphinien. Les Massaliotes y placeront la liste de leurs Théodoroques[9] et de leurs Proxènes[10].
- - 530 : les emporoï (négociants) de Massalia offrent à la « princesse » de Vix un cratère pour mélanger le vin (h = 1,65 m, poids = 208 kg). Le cratère, de style spartiate « sévère » (cf. la frise des hoplites), a ses deux anses ornées de la tête de Méduse et le diadème de la « princesse » porte à ses extrémités Pégase sortant du sang de la Gorgone[11]. Selon le mythe, le sang de Méduse en se répandant sur le sol avait donné naissance à Pégase, le cheval ailé, symbole de l’allégresse du vin, et en tombant dans la mer, il s’était figé en corail rouge, symbole de l’excès de vin pétrifiant l’esprit.

|  |  |  |
|  |  |  |
|  |  |  |

- - 525 : certitude de relations commerciales importantes entre Massalia et son « emporion » du Pègue : céramiques à figures noires et premières poteries pseudo-ioniennes[12]. Cette vaisselle des princes de l’Antiquité celto-grecque se divise en deux groupes. Le plus ancien présente toute l’élégance des prototypes ioniens. Le second subit des influences indigènes plus frustes. L'établissement d’un sanctuaire indigène est suggéré par la présence de stèles cultuelles retrouvées en réemploi dans la porte fortifiée du site.
- - 500 : les Phocéens de Massalia fondent les comptoirs de Trets (Tresia), Cavaillon (Caballion) et Vindalion (Mourre du Sève, près de Sorgues). Les cultivateurs du Pègue aménagent des greniers à blé dont l’importance atteste des relations commerciales et culturelles avec Massalia[13].
- - 500 : effondrement des « résidences princières » de la culture de Hallstatt en Bohême, Hongrie, Allemagne du Sud, Autriche, Suisse et le quart N.E. de la France. Les Belges, tribu celte, arrivent dans le pays des Ar-duenn (pays des forêts). Les Helvètes, autre tribu celte, s’installent entre le lac Léman et le lac de Constance.

## Moyen Âge
- 412 : Athaulf roi des Wisigoths conquiert la Provence

- 507-508 : guerre des Wisigoths et Ostrogoths contre les Francs et les Burgondes. À la suite du siège d'Arles, les Ostrogoths prennent en charge l'administration de la Provence

- 526 : la Provence est officiellement rattachée au Royaume ostrogoth.

- 534 : les Francs s'emparent d'Arles.

- 973 : Bataille de Tourtour et expulsion définitive des Sarrasins.

- 993 : les chartes de la noblesse provençale sont créées à Codolet.

- 1032 : mort du roi de Provence. La province est rattachée au Saint-Empire romain germanique. De cette date, une tradition orale a circulé pendant 7 siècles jusqu’en l'an 1741, par les mariniers naviguant sur le Rhône pour désigner bâbord et tribord.
  - Ve le Riaum (bâbord)
  - Ve l'Empi (tribord)

- 1088 : Guillaume Ier de Sabran avec Ripert de Caderousse fondent l'abbaye de Saint-André.

- 1171, Benoît II évêque de Cavaillon reçoit de Raymond V, comte de Toulouse et du Venaissin le diplôme de l'usage de tous les moulins de Venice (venaissin) en présence de tous les seigneurs.

- 1208, le 8 janvier : le légat pontifical, « Pierre de Castelnau » est assassiné à St Gilles (près d'Arles) c’est le signal de la guerre contre les Albigeois.

- 1246 : mise sous tutelle du comte d'Anjou à la suite du mariage de Béatrice (fille du comte de Provence, Raimond Bérenger IV) et de Charles d'Anjou.

- 1382-1387 : guerre de l'union d'Aix

- 1388 : par l'acte de dédition de Nice à la Savoie, la ville de Nice et son pays environnant (le futur comté de Nice) se détachent de la Provence et deviennent possession de la maison de Savoie jusqu'en 1860.

- 1399 : les Vaudois s'installe en Luberon car Louis II de Provence, à la suite d'une longue campagne militaire en Italie, a besoin d'argent et met en vente des terres de peu de valeur.

## Renaissance
- 1423 : Charles VII déclare que si le Comtat appartient au pape, tous ses sujets sont libres de circuler dans le royaume et d'occuper tous les postes administratifs et militaires.

- 1480 : mort du roi René

- 1481 : le comté de Provence est incorporé au royaume de France sous l'appellation de « province royale française ». 1498 : Louis XII rattache la Provence au domaine royal.

- 1501 : le Parlement d'Aix, aussi connu sous le nom de Parlement de Provence est mis en place à Aix par Louis XII.

- 1510, Louis XII prescrit que tous les procès seront transcris dans la langue populaire du pays.

- 1532 : le parlement d'Aix condamne sept personnalités Vaudoises, et demande aux seigneurs locaux de confisquer les terres des Vaudois. Ceux-ci prennent les armes, et s'emparent de Mérindol, Lacoste et de Cabrières-d'Avignon.

- 1539, le 10 août : François Ier supprime l'usage de la langue provençale et rend obligatoire le français pour tous les actes officiels dans la diplomatie, la justice et l’administration. L'ordonnance de Villers-Cotterêts est rédigée par Guillaume Poyet.

- En avril 1545, la persécution Vaudoise commence avec comme chefs militaires Paulin de La Garde et Joseph d'Agoult sous la direction du premier président du Parlement d’Aix, Jean Maynier, baron d’Oppède.

### Agriculture
La venue des Papes à Avignon introduit la culture de la soie en Provence et le Comtat Venaissin, son voisin du Nord.

## Époque moderne
- 1691, Le père Bonfa, jésuite, sur demande de Monseigneur Inguimbert, édifie la carte du Comtat Venaissin.

- En 1720, la Grande Peste commence à remonter de Marseille à travers toute la Provence.

- 1884, Loi du 5 avril de Jules Ferry sur les premières libertés communales.

## Période contemporaine

### Agriculture
La sériciculture connut un large essor en Provence au XIXe siècle (comme au XVIIIe siècle) et perdurera jusqu'à la Première Guerre mondiale. Avec Viens, La Bastide-des-Jourdans fut l'une des communes du Luberon qui en tira le plus de bénéfices grâce à des plantations de mûriers aujourd'hui disparues. Le travail à domicile, les opérations de filage et de traitement de la soie occupèrent de nombreuses personnes et offrirent un revenu d'appoint aux paysans.
En parallèle, développement de la culture de garance, d'abord autour des Sorgues puis sur tout le Vaucluse (De 1855 à 1870, un tiers des Vauclusiens travaille la garance). Mais aussi culture de pastel à Cucuron et à Cavaillon, indigotier et polygonum à L'Isle-sur-la-Sorgue.